# Asszonyok a teljes idegösszeomlás szélén
Az Asszonyok a teljes idegösszeomlás szélén (eredeti cím: Mujeres al borde de un ataque de nervios) 1988-ban bemutatott sötét humorú spanyol filmvígjáték, melynek rendezője, forgatókönyvírója és producere Pedro Almodóvar. A főbb szerepekben Carmen Maura, Antonio Banderas és Julieta Serrano látható.
A film pozitív kritikákat kapott és nemzetközi hírnevet hozott Almodóvar számára. Oscar-díjra jelölték a legjobb idegen nyelvű film kategóriában, emellett öt Goya-díjat nyert.

## Cselekmény
A film középpontjában Pepa Marcos szinkronszínész áll, aki nemrég szakított szerelmével, a hasonló hivatású Ivánnal. Pepa szeretne beszélni Ivánnal, hogy közölje vele terhességét, de képtelen elérni, és a férfi is hiába keresi őt. Számos félreértés és véletlen találkozás során Pepa lakásában megjelenik Iván fia és kedvese, valamint Pepa barátnője, az arab terrorista fiúja miatt menekülő Candela. Új kapcsolatok alakulnak ki, és a két cselekményszál (Pepa és Iván kapcsolata, illetve a terroristák akciója) teljesen összekeveredik. 
A film végén Pepa megtalálja és megmenti Ivánt, akit egyik korábbi szeretője készül lelőni, de már nem fogadja vissza.

## Szereplők
| Szerep                         | Színész              | Magyar hang (1989) |
| ------------------------------ | -------------------- | ------------------ |
| Pepa Marcos                    | Carmen Maura         | Almási Éva         |
| Carlos                         | Antonio Banderas     | Pusztaszeri Kornél |
| Lucía                          | Julieta Serrano      | Tábori Nóra        |
| Marisa                         | Rossy de Palma       | Spilák Klára       |
| Candela                        | María Barranco       | Básti Juli         |
| Iván                           | Fernando Guillén     | Gruber Hugó        |
| Taxisofőr                      | Guillermo Montesinos | Benkő Péter        |
| Carmen, Lucía anyja            | Mary González        | Bakó Márta         |
| Paulina Morales                | Kiti Manver          | Kiss Mari          |
| Titkárnő                       | Loles León           | Frajt Edit         |
| Jehova tanúja-hívő házmesterné | Chus Lampreave       | Czigány Judit      |
| Lucía apja                     | Eduardo Calvo        | Tyll Attila        |

## Fontosabb díjak és jelölések
Oscar-díj (1988)
- jelölés: Legjobb idegen nyelvű film